# Théorie critique
La théorie critique est une approche de la philosophie sociale qui vise à analyser la société et la culture en mobilisant les sciences sociales et les humanités afin de révéler et mettre en question les structures de pouvoir. Elle considère que les problèmes sociaux sont créés et influencés davantage par des structures sociétales et des présupposés culturels que par des facteurs individuels ou psychologiques.
La théorie critique a été établie comme une école de pensée soutenant que l'idéologie est le principal obstacle à la libération humaine. Elle doit son origine principalement aux théoriciens de l'École de Francfort, Theodor Adorno et Max Horkheimer. Horkheimer décrit une théorie comme étant critique dans la mesure où elle cherche à « libérer les êtres humains des circonstances qui les asservissent ».
En sociologie et philosophie politique, la théorie critique désigne la philosophie marxiste occidentale de l'école de Francfort, développée en Allemagne dans les années 1930, inspirée des idées de Karl Marx et Sigmund Freud. Elle retient du marxisme, l’idée que la philosophie doit être utilisée comme critique sociale du capitalisme et non comme justification et légitimation de l’ordre existant, critique qui doit servir à faire avancer la transformation.
La théorie critique moderne a également été influencée par Georg Lukács, Antonio Gramsci, Jürgen Habermas.

## Concept

### Concept dual et polysémique
La théorie critique est un concept dual en ce que deux branches peuvent être distinguées à son propos. La première est celle qui se rapporte à un corpus théorique issu des sciences sociales, porté par Theodor W. Adorno et Max Horkheimer principalement. La géographie, l'économie, la science politique, y sont mobilisées. La seconde puise sa source dans la critique littéraire, en particulier celle du roman par Georg Lukács, inspirée par le « marxisme esthétique ».
Il faut remarquer que le terme de « théorie critique » est souvent utilisé, en anglais américain, pour regrouper à la fois la théorie critique, mais aussi des champs d'études plus ou moins éloignés, tels que la déconstruction de Jacques Derrida ou les études gaies et lesbiennes. Ce n'est pas le cas en français.
Les concepts fondamentaux de la théorie critique sont qu’elle devrait :
- s’adresser à la totalité de la société dans sa spécificité historique
- améliorer la compréhension de la société en intégrant toutes les grandes sciences sociales ; la géographie, l’histoire, les sciences politiques, l’anthropologie et la psychologie

### Principales remarques
Suivant Karl Marx, la théorie critique considère l'idéologie comme la principale cause de servitude en ce qu'elle enferme les esprits dans un mode de pensée et fait croire aux dominés que leurs intérêts s'alignent avec ceux des dominants. L'étude de l'infrastructure et de la superstructure, aussi héritée de Marx, reste l'un des sujets les plus importants pour les penseurs de la théorie critique.
L'utilisation de la transdisciplinarité chez les penseurs de la théorie critique varie. Pour Horkheimer, il s'agit d'une obligation méthodologique ; la branche littéraire de la théorie critique, représentée notamment par les « marxistes esthétiques »[réf. nécessaire] tels que Walter Benjamin et Adorno, considère la transdisciplinarité comme un « affect » de la pensée, et se montre moins soucieuse de confronter les conclusions des différentes approches. Elle préfère laisser la pensée fonctionner librement et puiser dans les divers régimes (philosophiques, politologiques, esthétiques, poétiques…) qui lui sont offerts par la transdisciplinarité
Les recherches des intellectuels de la théorie critique glissent progressivement de sujets marxistes vers la démocratie, notamment à partir de Jürgen Habermas.

## Histoire

### Origines à l’École de Francfort
La théorie critique est à l'origine rattachée à l'École de Francfort, issue de la première génération de l'Institut für Sozialforschung (Institut de recherche sociale). Elle est l'examen et la critique de la société capitaliste, ainsi que de la littérature et plus largement de la culture, à partir des connaissances développées par les sciences humaines et sociales. Elle était à l'origine basée sur les écrits de Karl Marx.
Le terme est défini pour la première fois par Horkheimer en 1937, dans son essai intitulé Théorie critique et traditionnelle. Il y écrit que la théorie critique (en allemand, Kritische Theorie) est une théorie sociale dont l'objectif est non-seulement la critique, mais aussi la modification de la société tout entière, contrairement à la théorie traditionnelle qui cherche à comprendre ou expliquer. Les membres de ce courant cherchent ainsi à réaliser la onzième thèse sur Feuerbach, selon laquelle "Les philosophes n'ont fait qu'interpréter le monde de différentes manières, [mais] ce qui importe c'est de le transformer".
La première génération fonde l'école dans un cadre académique sans expérience politique, mais croit en l'émancipation par la raison. Ses recherches portent notamment sur les raisons qui poussent la société, alors en pleine crise économique, vers une fascisation et non pas vers la révolution. Pour Horkheimer, Marx s'est trompé sur le fait que l'appauvrissement des travailleurs conduirait à la solidarité et donc à la révolution. C'est en cela que la Théorie critique pratique le pessimisme méthodologique, pour ne pas perdre le point de vue à partir duquel les choses doivent être critiquées radicalement.[réf. souhaitée]
Adorno et Horkheimer partagent l'idée que la raison peut se limiter à une seule de ses dimensions, la rationalité instrumentale et que les idéaux de la raison peuvent être retournés en leur contraire.

### Générations successives et post-modernisme
La théorie critique moderne est également influencée par des auteurs d'une seconde vague, à savoir Georg Lukács et Antonio Gramsci, ainsi que par la deuxième génération d'intellectuels de Francfort, dont notamment Jürgen Habermas. Les écrits d'Habermas soutiennent que la théorie critique transcende ses racines théoriques basées sur l'Idéalisme allemand, pour se rapprocher du pragmatisme américain.
Habermas critique le pessimisme de la génération précédente, qui, selon lui, se drapait dans un pathos stérile de la catastrophe. Avec Habermas et sa génération, le contenu des écrits de la théorie critique glisse progressivement pour se centrer sur les conditions d'existence des démocraties et notamment des démocraties communicationnelles.
La théorie critique est ensuite influencée par la postmodernité et commence à analyser la fragmentation des identités culturelles afin de remettre en question les constructions modernes telles que les métanarrations, la rationalité, les vérités universelles, etc. Elle cherche à politiser des problèmes sociaux en "les situant dans leur contexte historique et culturel".
Postmodern théorie critique (dans le milieu universitaire)
Se concentrant sur le langage, le symbolisme, la communication et la construction sociale, la théorie critique a été appliquée dans les sciences sociales en tant que critique de la construction sociale et de la société postmoderne.
Alors que la théorie critique moderniste (telle que décrite ci-dessus) s'intéresse aux "formes d'autorité et d'injustice qui ont accompagné l'évolution du capitalisme industriel et corporatiste en tant que système politico-économique", la théorie critique postmoderne politise les problèmes sociaux en les situant dans des contextes historiques et culturels, permettant alors de s'impliquer dans le processus de collecte et d'analyse des données, et de relativiser leurs découvertes. La signification elle-même est considérée comme instable en raison de la transformation rapide des structures sociales. En conséquence, la recherche se concentre sur les manifestations locales plutôt que sur de larges généralisations.
La recherche critique postmoderne se caractérise également par la crise de la représentation, qui rejette l'idée que le travail d'un chercheur est une « représentation objective d'un autre stable ». Au lieu de cela, de nombreux chercheurs postmodernes ont adopté « des alternatives qui encouragent la réflexion sur la « politique et la poétique » de leur travail. Dans ces récits, « les aspects incarnés, collaboratifs, dialogiques et improvisés de la recherche qualitative sont clarifiés ».
Le terme de théorie critique est souvent approprié lorsqu'un auteur travaille en termes sociologiques, mais attaque les sciences sociales ou humaines, essayant ainsi de rester « en dehors » de ces cadres de recherche. Michel Foucault a été décrit comme l'un de ces auteurs. Jean Baudrillard a également été décrit comme un théoricien critique dans la mesure où il était un sociologue non conventionnel et critique ; cette appropriation est également occasionnelle, ayant peu ou pas de rapport avec l'école de Francfort. Habermas est l'un des principaux critiques du postmodernisme.

## Principaux travaux

### Kant et Marx
Cette version de la théorie "critique" découle de l'utilisation du terme critique par Emmanuel Kant dans sa Critique de la raison pure et de Marx, en partant du principe que Das Kapital est une "critique de l'économie politique".
Dans l'idéalisme transcendantal de Kant, la critique consiste à examiner et à établir les limites de la validité d'une faculté, d'un type ou d'un ensemble de connaissances, en particulier en tenant compte des limites des concepts fondamentaux et irréductibles de ce système de connaissances.
La notion de critique de Kant a été associée au renversement de croyances philosophiques, sociales et politiques fausses, impossibles à prouver ou dogmatiques. Sa critique de la raison a impliqué la critique des idées dogmatiques, théologiques et métaphysiques et a été entrelacée avec le renforcement de l'autonomie éthique et la critique des Lumières, de la superstition et de l'autorité irrationnelle. Nombreux sont ceux qui, dans les cercles "réalistes critiques", ignorent que l'impulsion immédiate de Kant pour écrire Critique de la raison pure a été de s'attaquer aux problèmes soulevés par l'empirisme sceptique de David Hume qui, en attaquant la métaphysique, a utilisé la raison et la logique pour argumenter contre la connaissance du monde et les notions communes de causalité. Kant, en revanche, a insisté sur l'emploi de prétentions métaphysiques a priori comme étant nécessaire, car si l'on veut dire que quelque chose est connaissable, il faudrait l'établir sur des abstractions distinctes des phénomènes perceptibles.
Marx a explicitement développé la notion de critique dans la critique de l'idéologie, en la reliant à la pratique de la révolution sociale, comme l'indique la 11e section de ses Thèses sur Feuerbach : "Les philosophes n'ont fait qu'interpréter le monde, de diverses manières ; il s'agit de le changer".

### Adorno et Horkheimer
L'une des caractéristiques distinctives de la théorie critique, comme Adorno et Horkheimer l'ont élaboré dans leur Dialectique des Lumières (1947), est une ambivalence sur la source ou le fondement ultime de la domination sociale, ambivalence qui a donné naissance au "pessimisme" de la nouvelle théorie critique sur la possibilité d'émancipation et de liberté de l'homme. Cette ambivalence était ancrée dans les circonstances historiques dans lesquelles l'œuvre a été produite à l'origine, en particulier la montée du national-socialisme, du capitalisme d'État et de l'industrie culturelle en tant que formes entièrement nouvelles de domination sociale qui ne pouvaient pas être expliquées de manière adéquate dans les termes de la sociologie marxiste traditionnelle,.
Pour Adorno et Horkheimer, l'intervention de l'État dans l'économie avait effectivement aboli la tension traditionnelle entre les "relations de production" du marxisme et les "forces productives matérielles" de la société. Le marché (en tant que mécanisme "inconscient" de distribution des biens) avait été remplacé par une planification centralisée.
Contrairement à la prédiction de Marx dans la Préface d'une contribution à la critique de l'économie politique, ce changement n'a pas conduit à "une ère de révolution sociale" mais au fascisme et au totalitarisme. Ainsi, la théorie critique s'est retrouvée, selon Habermas, sans "rien en réserve auquel elle puisse faire appel, et lorsque les forces de production entrent dans une symbiose néfaste avec les relations de production qu'elles étaient censées faire éclater, il n'y a plus de dynamisme sur lequel la critique puisse fonder son espoir", ce qui a posé à Adorno et Horkheimer le problème de savoir comment expliquer l'apparente persistance de la domination en l'absence de la contradiction même qui, selon la théorie critique traditionnelle, était la source de la domination elle-même.

### Habermas
Jürgen Habermas partage l’idée de la « sphère publique ». Dans cette sphère publique, les citoyens s’organisent eux-mêmes comme étant les tenanciers de l’opinion publique. La sphère publique a le rôle de médiateur entre la société et l'État. Aujourd’hui, les journaux, magazines, la radio et la télévision sont les médias de la sphère publique. Habermas souligne le rôle de plus en plus important des médias dans la vie quotidienne et la politique et la façon dont les intérêts des entreprises ont colonisé cette sphère. Cette colonisation aboutit à la mise en place d’une industrie culturelle.
Dans les années 1960, Habermas, partisan d'une théorie sociale critique, a porté la discussion épistémologique à un nouveau niveau dans son ouvrage Knowledge and Human Interests (1968), en identifiant la connaissance critique comme étant basée sur des principes qui la différenciaient soit des sciences naturelles, soit des sciences humaines, par son orientation vers l'autoréflexion et l'émancipation. Bien que mécontent de la pensée d'Adorno et Horkheimer dans Dialectique des Lumières, Habermas partage l'opinion selon laquelle, sous la forme d'une rationalité instrumentale, l'ère de la modernité marque un éloignement de la libération des Lumières et une nouvelle forme d'asservissement. Dans l'œuvre de Habermas, la théorie critique a transcendé ses racines théoriques dans l'idéalisme allemand et s'est rapprochée du pragmatisme américain.
Les idées d'Habermas sur la relation entre modernité et rationalisation sont en ce sens fortement influencées par Max Weber. Il a en outre dissous les éléments de la théorie critique dérivés de l'idéalisme allemand hégélien, bien que son épistémologie reste largement marxiste. Ses deux idées les plus influentes sont peut-être les concepts de sphère publique et d'action communicative, cette dernière arrivant en partie en réaction aux nouveaux défis post-structuraux ou "postmodernes" lancés au discours de la modernité. Habermas a entretenu une correspondance régulière avec Richard Rorty, et un fort sens du pragmatisme philosophique peut être ressenti dans sa pensée, qui traverse fréquemment les frontières entre la sociologie et la philosophie.

### Gramsci
Pour Gramsci, les sociétés maintiennent leur stabilité grâce à la combinaison d’une « domination » et d’une « hégémonie » (suprématie politique, économique et sociale). Ceci induisant le consentement des groupes subordonnés à l’idéologie des dominants.

### Hall
Stuart Hall critique le processus de communication vu comme une boucle de circulation conceptualisée dans la recherche sur les communications de masse. Ce modèle est critiqué pour sa linéarité entre émetteur, message et récepteur. Hall estime qu’il faut analyser la réception en plus du texte lui-même. Les messages que l’on envoie dépassent l’intention de l’émetteur. Les récepteurs interprètent le message comme ils veulent, quitte à parfois le comprendre autrement que l’intention de base de l’émetteur.
Il introduit la notion de codage et décodage dans la communication d’un message. Le codage réfère à la façon dont les messages sont construits. Le décodage est la façon dont le message va être interprété par le récepteur. Il existe 3 grands types de lecture par rapport à ce décodage :
- dominant-hegemonic position : le récepteur se conforme à la lecture qu’il reçoit ;
- negociated code : le récepteur ne partage pas totalement le code proposé ;
- oppositional code : le récepteur rejette la lecture reçue.

Le manque d'adéquation entre les codes est en grande partie lié aux différences structurelles de relation et de position entre les radiodiffuseurs et les publics, mais il est également lié à l'asymétrie entre les codes de la "source" et du "récepteur" au moment de la transformation dans et hors de la forme discursive. Ce que l'on appelle les "distorsions" ou les "malentendus" qui découlent précisément du manque d'équivalence entre les deux parties dans l'échange communicatif.

### Refus de la réification
Influencé par la pensée de Georg Lukács exprimée dans Histoire et conscience de classe (1923), Horkheimer conçoit la théorie critique comme un mouvement de pensée devant lutter contre la réification. Pour lui, le processus de réification observé dans la sphère de production par Marx, qui aboutit au fétichisme de la marchandise, s'est étendu à tous les secteurs de l'activité sociale. L’école de Francfort s’est notamment attardée sur l’effet de cette réification dans le cadre de l’industrie culturelle. Elle remarque ainsi que dans un système capitaliste, le pouvoir économique pousse l’ensemble du monde culturel à s’uniformiser autour de valeurs marchandes.
Le domaine du savoir est particulièrement touché. Le positivisme, qui fige les phénomènes sociaux, les conçoit de manière isolés, est un cul-de-sac épistémologique car il empêche de saisir les savoirs, les faits et les phénomènes dans une totalité sociale, dans un processus historique. Cette réification conduit à découper le monde social en des segments isolés et désarticulés ce qui, selon lui, fait oublier la nature sociale de toute chose. La théorie critique doit donc réarticuler les phénomènes dans le contexte dans lequel ils émergent. La nécessité d'utiliser l'ensemble des sciences humaines et sociales lui apparaît ainsi.

## Réception

### Révisionnisme marxiste
Les penseurs classiques de la théorie critique ont souvent été définis comme des marxistes, malgré leur tendance à critiquer des concepts marxistes et l'autoritarisme auxquels ils avaient débouchés. Les intellectuels classiques de la théorie critique ayant souvent combiné des concepts marxistes avec d'autres venants d'autres écoles pensée de sociologie et de la philosophie, il est arrivé qu'ils soient critiqués de révisionnisme par les marxistes orthodoxes ou classiques.
Selon Martin Jay, la première génération de penseurs de la théorie critique doivent être compris non pas comme promouvant un projet philosophique ou une idéologie, mais comme des "taons piquant les autres systèmes de pensée". Ainsi, se confinant à la critique, les penseurs classiques n'auraient pas développé une doctrine homogène claire.

### Absence de préconisations
La théorie critique a enfin souvent été critiquée en tant qu'elle n'a que rarement préconisé un mode d'action politique (une praxis) qui permette d'appliquer leur pensée. Cela est en contradiction avec la volonté établie dès les origines de la théorie critique comme une pensée qui cherche à changer la société. Les penseurs de la théorie critique ont souvent répugné à donner des solutions aux problèmes qu'ils soulèvent (tels que le concept du "Grand refus" d'Herbert Marcuse, qui se positionne en faveur d'une abstention à la réforme politique)